# Disocactus macranthus
Disocactus macranthus là một loài thực vật có hoa trong họ Cactaceae. Loài này được (Alexander) Kimnach & Hutchison mô tả khoa học đầu tiên năm 1957.